# ألفرد كريستوفر بيكار
ألفرد كريستوفر بيكار (بالإنجليزية: Alfred Christopher Picard)‏ هو سياسي نيوزلندي، ولد في 24 مايو 1824، وتوفي في 17 سبتمبر 1855. انتخب عضو مجلس النواب النيوزيلندي.